# Каб ибн Зухайр
Ка’б ибн Зухайр аль-Музани (араб. كعب بن زهير‎; ум. 661) — арабский поэт. Сын известного доисламского поэта Зухайр ибн Аби Сульма.
Принадлежал к кочевому аравийскому племени гатафан. Кроме своей муаллаки, не уступающей, по словам Рюккерта, переведшего её на немецкий язык («Hamâsa» см. VIII, 52; друг. пер. у Wolff, «Die sieben Preisgedichte der Araber», 1857), лучшим пиндаровским одам, он сочинил также и другие стихотворения, с особенности хвалебные, в которых воспевал храброго Хорима-бен-Синана. Его поэзия носит серьёзный характер и изобилует нравоучительными изречениями. Арабский оригинал его муаллаки в 1-й раз был издан Розенмюллером в 1782, вторично им же в его «Analecta arabica» (1826).
В молодости был врагом пророка Мухаммеда и писал против него язвительные сатиры, так что при взятии пророком Мекки он был приговорён к смертной казни. Однако поэт покаялся, написал хвалебную касыду в честь Мухаммада «Покинула меня Суад…»:

Я знал, что, вероятно, Посланник Аллаха накажет меня,
Но ещё вероятнее было его помилование.
Поистине, Посланник Аллаха — меч из индийской стали,
Извлечённый из ножен меч Аллаха, освещающий путь.
По легенде, Пророк подарил за это поэту свой плащ, благодаря чему касыда получила название «Касыда плаща» (См. также «Касида аль-Бурда» аль-Бусири). Касыда ибн Зухайра неоднократно комментировалась.
Умер в 662 году.